# العلاقات اليابانية السيشلية
العلاقات اليابانية السيشلية هي العلاقات الثنائية التي تجمع بين اليابان وسيشل.

## مقارنة بين البلدين
هذه مقارنة عامة ومرجعية للدولتين:
| وجه المقارنة                                              | اليابان         | سيشل                                                |
| --------------------------------------------------------- | --------------- | --------------------------------------------------- |
| المساحة (كم2)                                             | 377.97 ألف      | 459                                                 |
| عدد السكان (نسمة)                                         | 126.79 مليون    | 95.84 ألف                                           |
| الكثافة السكانية (ن./كم²)                                 | 335.45          | 20.88 ألف                                           |
| العاصمة                                                   | طوكيو           | فيكتوريا                                            |
| اللغة الرسمية                                             | اللغة اليابانية | لغة فرنسية، لغة إنجليزية، اللغة الكريولية السيشيلية |
| العملة                                                    | ين ياباني       | روبية سيشلية                                        |
| الناتج المحلي الإجمالي (بليون دولار)                      | 4.87 تريليون    | 1.49 مليار                                          |
| الناتج المحلي الإجمالي (تعادل القوة الشرائية) بليون دولار | 5.18 تريليون    | 2.54 مليار                                          |
| الناتج المحلي الإجمالي الاسمي للفرد دولار أمريكي          | 34.52 ألف       | 15.48 ألف                                           |
| الناتج المحلي الإجمالي للفرد دولار أمريكي                 | 36.62 ألف       | 26.42 ألف                                           |
| مؤشر التنمية البشرية                                      | 0.903           | 0.772                                               |
| رمز المكالمات الدولي                                      | +81             | +248                                                |
| رمز الإنترنت                                              | .jp             | .sc                                                 |
| المنطقة الزمنية                                           | توقيت اليابان   | ت ع م+04:00                                         |

## منظمات دولية مشتركة
يشترك البلدان في عضوية مجموعة من المنظمات الدولية، منها:
| علم المنظمة | اسم المنظمة                               | تاريخ انضمام اليابان | تاريخ انضمام سيشل |
| ----------- | ----------------------------------------- | -------------------- | ----------------- |
|             | يونسكو                                    | 2 يوليو 1951         | 18 أكتوبر 1976    |
|             | الفريق المعني برصد الأرض                  | ?                    | ?                 |
|             | مؤسسة التمويل الدولية                     | 20 يوليو 1956        | 11 يونيو 1981     |
|             | المركز الدولي لتسوية المنازعات الاستشارية | 16 سبتمبر 1967       | 19 أبريل 1978     |
|             | منظمة حظر الأسلحة الكيميائية              | ?                    | 29 أبريل 1997     |
|             | وكالة ضمان الاستثمار متعدد الأطراف        | 12 أبريل 1988        | 15 سبتمبر 1992    |
|             | الاتحاد البريدي العالمي                   | ?                    | ?                 |
|             | الاتحاد الدولي للاتصالات                  | 29 يناير 1879        | 17 سبتمبر 1999    |
|             | منظمة الشرطة الجنائية الدولية             | ?                    | 1 سبتمبر 1977     |
|             | الأمم المتحدة                             | 18 ديسمبر 1956       | 21 سبتمبر 1976    |
|             | البنك الدولي للإنشاء والتعمير             | 13 أغسطس 1952        | 29 سبتمبر 1980    |
|             | البنك الإفريقي للتنمية                    | ?                    | ?                 |

## وصلات خارجية
- موقع وزارة الخارجية اليابانية